# Corynoneura longipennis
Corynoneura longipennis är en tvåvingeart som beskrevs av Tokunaga 1936. Corynoneura longipennis ingår i släktet Corynoneura och familjen fjädermyggor. Arten har ej påträffats i Sverige. Inga underarter finns listade i Catalogue of Life.